# 唐沢龍之介
唐沢 龍之介（からさわ りゅうのすけ、1970年7月30日 - ）は、日本の男性俳優、声優。愛知県出身。地球儀所属。

## 経歴
日本映画学校卒業。

## 人物
特技は野球、アームレスリング。資格は普通自動車第一種免許、柔道初段。

## 出演作品

### テレビドラマ
- 僕とスターの99日（2011年、フジテレビ）第5話 - 記者 役
- 青い選択（2011年） - 真山悟 役
- if…日本はこう動いた!（2011年、BS朝日） - 支倉常長 役
- 水曜ミステリー9 罪火（2014年、テレビ東京）- 医師 役
- Lovin'you
- たぶらかし（2012年、日本テレビ）
- 真夜中のパン屋さん（2013年、NHKBSプレミアム） - 第3話アフレコ
- ゴッドタン（2013年、テレビ東京）
- 白衣のなみだ 第一部 余命（2013年、フジテレビ） - 第16話
- 続・最後から二番目の恋（2014年、フジテレビ） - 第1話
- 一千兆円の身代金（2015年、フジテレビ）
- フラジャイル（2016年、フジテレビ） - 司会者役
- 沈まぬ太陽（2016年、WOWOW）
- ON 異常犯罪捜査官・藤堂比奈子（2016年、フジテレビ）
- 潜入捜査アイドル・刑事ダンス（2016年、テレビ東京） - 第5話
- 土曜ワイド劇場 鉄道捜査官16（2016年、テレビ東京）
- 世にも奇妙な物語 秋の特別編 (2016年、フジテレビ) - 副支店長
- 越路吹雪物語（2018年、テレビ朝日） - 運転手役
- 大河ドラマ（NHK）
  - 西郷どん（2018年）
  - 青天を衝け（2021年） - 内藤信親役
- 頭取 野崎修平（2020年、WOWOW）
- エアガール（2021年、テレビ朝日）
- 生きるとか死ぬとか父親とか（2021年、テレビ東京）
- シャイロックの子供たち episode0（2022年10月9日、WOWOW）

### 映画
- ロベルトのように（2011年）
- 三文役者（2011年）
- IKKA（2011年）

### Webアニメ
- TIGER & BUNNY 2（2022年、看護師）
- LUPIN ZERO（2023年、室長）

### ゲーム
- 龍が如く6 命の詩。（2016年）
- 龍が如く 極（2016年、柄本）

### 吹き替え

#### 映画（吹き替え）
2014年
- エージェント:ライアン
- マレフィセント（兵士7）
- バック・トゥ・ザ・フューチャー PART3（拳銃屋）※BSジャパン版
- マッキー

2015年
- リターン・トゥ・アース

2016年
- ファンタスティック・ビーストと魔法使いの旅（警告する男性）

2019年
- ARGYLLE/アーガイル
- トールガール
- マレフィセント2（医者）

2020年
- スペンサー・コンフィデンシャル（コスグローブ〈マーク・マロン〉）

2021年
- クルエラ
- ジョーカー（ジーン〈マーク・マロン〉）
- マペットのホーンテッドマンション（スタトラー）
- KCIA 南山の部長たち（パク大統領〈イ・ソンミン〉）

2022年
- エノーラ・ホームズの事件簿2
- ゴーステッド Ghosted（パパ〈テイト・ドノヴァン〉）
- マペットの夢みるハリウッド（スタトラー）※Disney+版

2023年
- エブリシング・エブリウェア・オール・アット・ワンス
- キラーズ・オブ・ザ・フラワームーン
- キル・ボクスン
- バビロン
- ブラッド・アンド・ゴールド ～黄金の血戦場～（神父〈ヨヘン・ニッケル〉）
- MEG ザ・モンスターズ2（貨物船長）

2024年
- ARGYLLE/アーガイル
- インディ・ジョーンズと運命のダイヤル
- シャーリー・チザム（ジョン・マコーマック〈ケン・ストランク〉）
- 6888郵便大隊（ハルト中将〈ディーン・ノリス〉）
- ブリッツ ロンドン大空襲（クライヴ〈ジョシュア・マクガイア〉）

2025年
- サンダーボルツ*（ホルト〈クリス・バウアー〉）

#### ドラマ
- WITHOUT A TRACE/FBI 失踪者を追え! シーズン6
- 狼の食卓（ハビブ）
- グッド・ファイト シーズン2（パトリック・ベースハート）
- グッド・ワイフ シーズン3、シーズン4
- 恋するマンハッタン
- コード・ブラック 生と死の間で シーズン2（スチュワート）
- コペンハーゲン（ハル大佐）
- サイテー!ハイスクール（リロイ・オニール）
- サバイバー: 宿命の大統領（チャーナウ、ウィテカー）
- ザ・マペッツ・メイヘム（スタトラー）
- ザ・ミドル 中流家族のフツーの幸せ3
- 情熱のシーラ
- トランスポーター ザ・シリーズ（ケイガン）
- HAWAII FIVE-0 シーズン10（ホリス）
- ヒューマン・ターゲット
- フライト・アテンダント
- ヘチ 王座への道
- ボルジア家 愛と欲望の教皇一族（オルシーニ枢機卿）
- マッドメン6（ルー）
- Major Crimes 〜重大犯罪課5（ポール）
- LUCIFER/ルシファー

#### アニメ
- インクレディブル・ファミリー
- ザ・シンプソンズ（モー・シズラック〈2代目〉）
  - シンプソンズのプラス・アニバーサリー
- ちいさなプリンセス ソフィア
- マペット・ベビー（スタトラー）
- 悪魔城ドラキュラ -キャッスルヴァニア-: 月夜のノクターン（ヴォブラン）

### ボイスオーバー
- 愛という名の凶器 シーズン3
- 密着!ドバイ国際空港2（カール・ナイト）

### CM
- サントリー「胡麻麦茶」
- 進研ゼミ中学講座「中学生になる!?」編
- 武田薬品工業「アリナミンEXプラス」
- メットライフアリコ生命保険（夫役のナレーション）

### VP
- JA
- ジブラルタ生命
- セコム

### PV
- 湘南乃風 親友よ

### オーディオブック
- 書を捨て町に出よう
- 藪の中

### オーディオドラマ
- シェレミールと小さな潜水艦（NHK-FM）
- 髑髏城の花嫁（NHK-FM）

### 舞台
- 1996 待つ
- 1998 待つ
- 近松心中物語
- かもめ
- NINAGAWA マクベス
- なよたけ
- 四男二女に愛人一人
- 煙突の上、星空の下へ
- きらめく星座
- 煙が目にしみる
- ディアパーブロビッチ